# Til Barsip

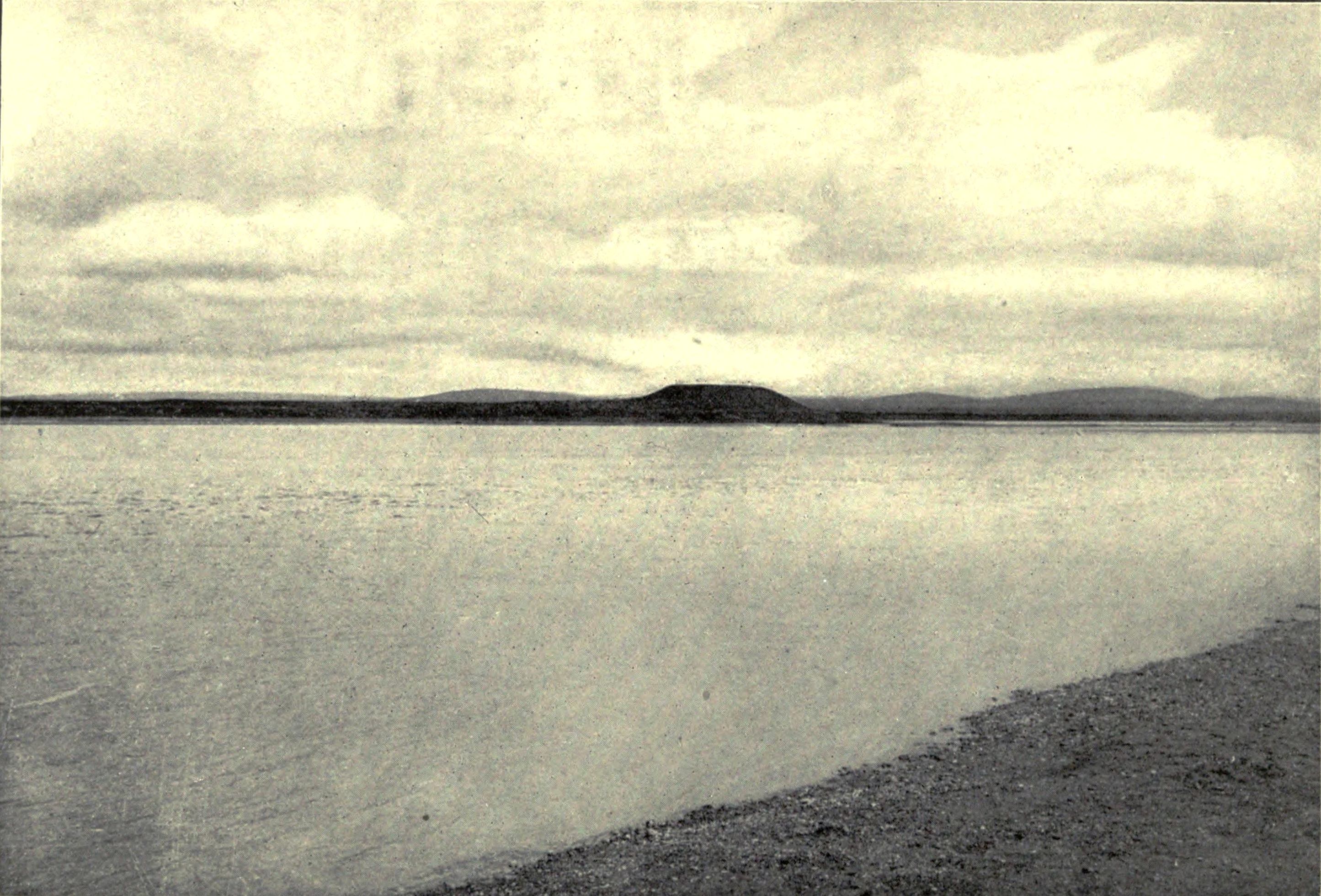
Tell Ahmar trên khắp Euphrates. 1910.

Til Barsip hoặc Til Barsib (Hittite Masuwari,  hiện đại Tell Ahmar; tiếng Ả Rập: تل أحمر) là một địa điểm cổ nằm ở Tỉnh Aleppo, Syria bên dòng sông Euphrates cách Carestoish cổ đại khoảng 20 km về phía nam.

## Lịch sử
Địa điểm này có người ở ngay từ thời kỳ đồ đá mới, nhưng đó là phần còn lại của thành phố thời đồ sắt, nơi định cư quan trọng nhất tại Tell Ahmar. Nó được biết đến ở Hittite là Masuwari. Thành phố vẫn chủ yếu là Neo-Hittite cho đến khi bị Đế quốc Neo-Assyrian chinh phục vào năm 856 trước Công nguyên và ngôn ngữ Luwian đã được sử dụng ngay cả sau đó. Til Barsip là trong lĩnh vực các Aramean-speaking Syro-Hittite trạng Bit Adini. Sau khi bị người Assyria bắt giữ, thành phố sau đó được đổi tên thành Kar-Šulmānu-ašarēdu, sau khi vua Assyria Shalmaneser III, mặc dù tên ban đầu của nó vẫn được sử dụng. Nó trở thành một trung tâm nổi bật cho chính quyền Assyria của khu vực do vị trí chiến lược của nó tại một ngã ba sông Euphrates.

## Khảo cổ học

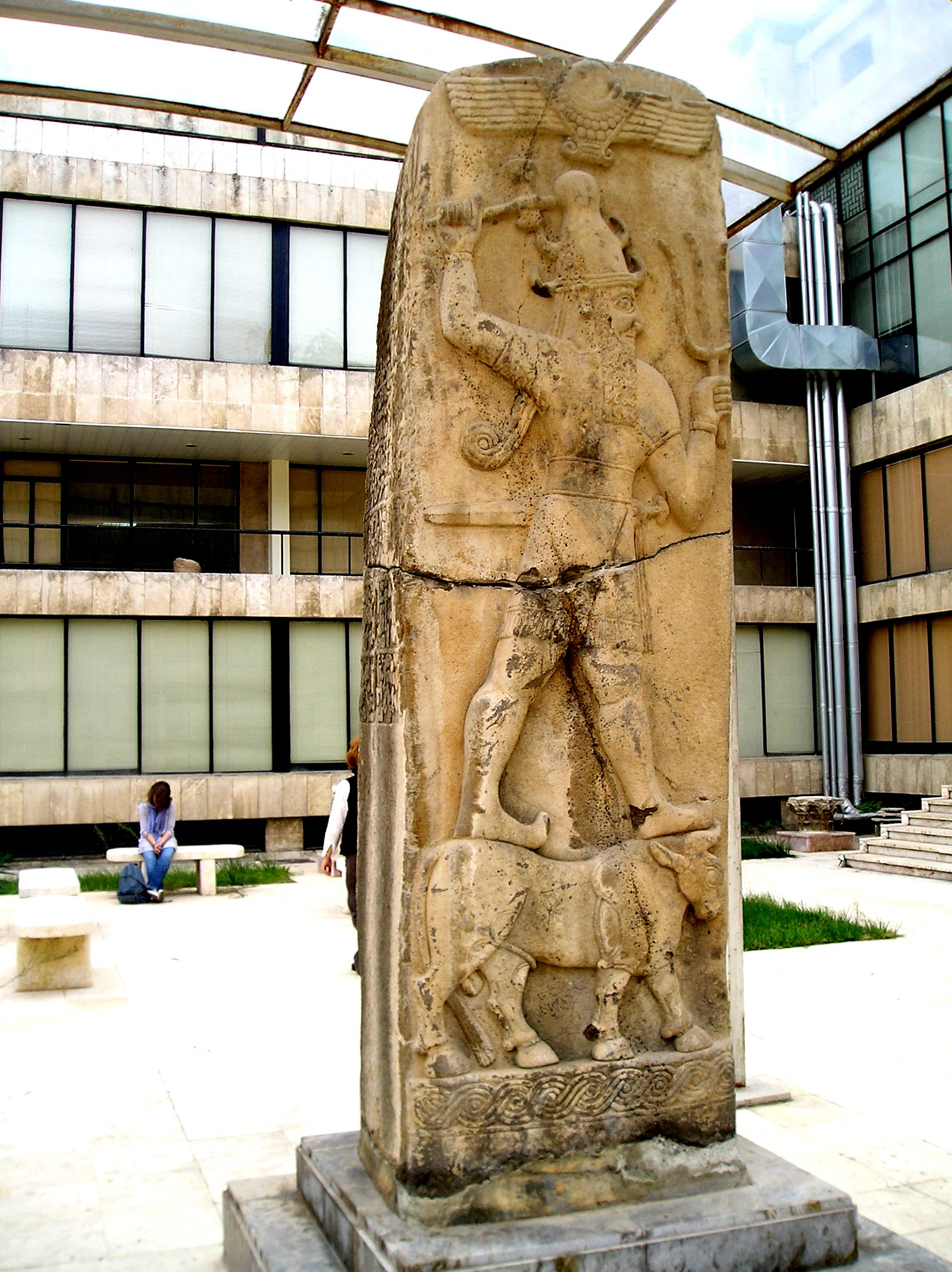
Tấm bia Neo-Hittite Ahmar/Qubbah, được phát hiện ở Euphrates ngay dưới dòng chảy từ địa điểm của Til Barsip. Có niên đại khoảng năm 900 trước Công nguyên.

Câu nói đầu tiên được kiểm tra bởi David George Hogarth, người đề xuất nhận dạng là Til Barsip. Trang web đã được truy cập vào năm 1909 bởi Gertrude Lowthian Bell, người cũng đã lấy từ một số chữ khắc ở đó. Địa điểm của Tell Ahmar được khai quật bởi nhà khảo cổ học người Pháp François Thureau-Dangin từ năm 1929 đến 1931. Ông phát hiện ra thành phố đồ sắt và một Bronze Age sớm Hypogeum chôn cất với một số lượng lớn các đồ gốm. Ba tấm bia quan trọng cũng được phát hiện tại địa điểm này. Những ghi chép này làm thế nào vua Aramean Bar Ga'yah thế kỷ thứ 8 trước Công nguyên, người có thể giống hệt với thống đốc Assyria Shamshi-ilu, đã lập một hiệp ước với thành phố Arpad. Các cuộc khai quật gần đây tại Tell Ahmar được thực hiện bởi Guy Bunnens từ Đại học Melbourne vào cuối những năm 1980 và cho đến hiện tại. Cuộc khai quật kết thúc vào năm 2010  Nhiều tác phẩm chạm khắc ngà có chất lượng vượt trội đã được phát hiện và chúng được xuất bản vào năm 1997. Các cuộc khai quật hiện nay nằm dưới sự bảo trợ của Đại học Liège, Bỉ.

### Tấm bia Ahmar/Qubbah
Trong số những di tích thời kỳ đồ sắt đầu tiên được phát hiện trong khu vực có một tấm bia được bảo tồn đặc biệt được gọi là tấm bia AhmarQ/ubbah, được ghi ở Luwian, để kỷ niệm một chiến dịch quân sự của vua Hamiyatas của Masuwari vào khoảng năm 900 trước Công nguyên. Tấm bia cũng chứng thực sự sùng bái liên tục của vị thần 'Tarhunzas của Quân đội', người mà Hamiyatas được cho là đã liên kết với Tarhunzas of Heaven và với Storm-God of Aleppo. Tấm bia này cũng chỉ ra rằng vị vua đầu tiên của Masuwari được đặt tên là Hapatila, có thể đại diện cho một tên Hurrian cũ Hepa-tilla.